# Pointe de la Sambuy
Pour les articles homonymes, voir Sambuy.
La pointe de la Sambuy est un sommet préalpin de 2 198 mètres d'altitude situé dans l'est du massif des Bauges, dans le département de la Haute-Savoie (région Auvergne-Rhône-Alpes), sur la commune de Faverges-Seythenex.

## Toponymie
Le nom Sambuy est dérivé de sambucus, mot qui désigne le sureau en latin.

## Géographie
La pointe de la Sambuy domine Seythenex, au nord, et le vallon de Tamié, à l'est. Au sud se dresse la pointe de Chaurionde (2 173 mètres) et dans le chaînon plus à l'ouest la pointe des Auges et l'Arcalod (2 217 mètres).
Le sommet domine la station de la Sambuy, dont les installations s'étalent sur la face nord, dite montagne de Seythenex. Les flancs de la montagne abritent également une ancienne mine de fer exploitée du XVe au XIXe siècle, probablement par les moines de Tamié.
La pointe de la Sambuy est située dans le parc naturel régional du Massif des Bauges.

## Géologie
Le sommet est constitué de couches sédimentaires calcaires urgoniens.

## Faune
Les pentes de la pointe de la Sambuy abritent notamment des chamois, des loups, des marmottes et des mouflons. On peut y observer également des tétras lyre et des pics tridactyles.